# Рыкакасы
Рыкакасы́ (чув. Рыккакасси) — деревня в Моргаушском районе Чувашии, входит в состав Москакасинского сельского поселения.

## Географическое положение
Деревня Рыкакасы расположена на 623-м километре федеральной трассы М7 Москва — Уфа в 25 км от Чебоксар.
Расстояние до ж/д вокзала 30 км, до райцентра 17 км.
Расположено на севере Моргаушского района. Ближайшие населённые пункты: на востоке — деревня Калайкасы в 1,8 км, на западе — село Калмыково в 2 км, на юге — Эхветкасы в 1,3 км, на севере Сюлеменькасы в 1,4 км.
На территории деревни располагаются одно большое озеро и десяток озер меньших по размеру.

## История
Историческое название — Рыкакасы (Сундырь-пось) по названию оврага. В 19 в. околоток с. Ахманеи.
Жители до 1866 были государственными крестьянами; занимались земледелием, животноводством, отхожими промыслами, бондарством, плотницким и печным ремёслами.
В 1931 был создан колхоз «Ударник». В составе Татаркасинской волости Козьмодемьянского уезда, до этого в 19 в. — 1920 г., Чебоксарского уезда, далее с 1920 г. по 1927 г., Татаркасинского района с 1927 г. по 1939 г., Сундырьского района с 1939 по 1962 г., Чебоксарского района с 1962 г. по 1964 г., Моргаушского района с 1964 по настоящее время.

## Население
Число дворов и жителей в 1858 г. было 80 муж., 96 жен.; в 1897 г. — 166 чел.; в 1939 г. — 53 муж., 64 жен.; в 1979 г. — 52 муж., 64 жен.; в 2002 г. — 50 дворов, 150 чел.: 74 муж., 76 жен; в 2013 г. — 54 двора, 144 человека. Национальности проживающих в деревне: чуваши, русские.

## Инфраструктура
В центре деревни располагается сельский клуб. Здание клуба находится в неудовлетворительном состоянии; после проведения обследования фундамента, комиссией была признана нецелесообразность ремонта существующего здания. По этой причине, было решено, что будет спроектировано и построено новое здание сельского клуба вместо старого. Старое здание планируется сохранить до начала строительства нового. Строительство предполагается завершить в 2016 году. На въезде в деревню на трассе М7 находится здание Лотос, в котором располагаются кафе, продовольственный и хозяйственный магазины и ветеринарная аптека.
В деревню Рыкакасы существуют 2 заезда с трассы М7 по разным концам деревни: один заезд со стороны кафе Лотос, а второй заезд со стороны улицы Новая.
Деревня газифицирована и телефонизирована, частично имеет уличное освещение. В деревне пока нет центрального водоснабжения, однако проложен водопровод, который, не подключен к водонапорной башне (водонапорная башня разрушена). В 2012-13 гг. был составлен новый проект водоснабжения деревни, который к началу 2014 г. прошел все необходимые экспертизы, однако средства на строительство не были выделены по состоянию на апрель 2014 г. В мае 2014 года проект центрального водоснабжения деревни Рыкакасы был включен в РАИП (Республиканская Адресная Инвестиционная Программа) на 2015-2017 г.г.

### Дорожное строительство
На участке федеральной трассы М7 в районе деревни Рыкакасы закончены строительные работы по расширению магистрали М7 до четырёх полос (по две полосы в каждую сторону) и улучшению качества асфальтового покрытия. На участке трассы М7 в районе деревни установлены фонарные столбы для освещения участка трассы и построены новые павильоны остановок. Между остановками на разных сторонах дороги существует нерегулируемый переход через федеральную скоростную магистраль М7 по зебре.
Внутри деревни дорог с твёрдым покрытием нет, однако предполагается строительство асфальтированных дорог по деревне в 2014—2015 гг. после окончания строительства водопровода.

## Транспорт
Маршрутный транспорт до остановки «Деревня Рыкакасы» представлен хорошо, средняя временная разница между автобусами составляет примерно 5 минут.
Номера маршрутов до Чебоксар — 326, 112, 254 и другие. До райцентра ходит маршрут номер 112.

## Внутреннее деление
Внутреннее деление в деревне Рыкакасы представлено четырьмя улицами: ул. Новая, ул. Озёрная, ул. Нижняя, ул. Овражная.

## Знаменитые уроженцы
- Вячеслав Акимов — золотой призёр чемпионата Европы по биатлону в спринте и гонке преследования.
- Абросеев Геннадий Степанович — генеральный директор проектного института «АККОРтехпроект», Почётный гражданин Моргаушского района.